# TSG 1899 Hoffenheim
TSG 1899 Hoffenheim je njemački nogometni klub iz grada Sinsheima.
U 2007., klub je odlučio usvojiti uporabu svog imena u kraćem obliku 1899 Hoffenheim umjesto tradicionalnih TSG Hoffenheim.

## Povijest
Klub je osnovan 1945., spajanjem gimnastističkog kluba Turnverein Hoffenheim (osnovanog 1. srpnja 1899.) i nogometnog kluba Fußballverein Hoffenheim (osnovanog 1921.). Početkom 1990-ih, bio je samo lokalna amaterska momčad koja je igrala u osmoj ligi, Baden-Württemberg A-Ligi. Međutim, polako napreduju i 1996. su se počeli natjecati u Verbandsligi Nordbaden. 
Oko 1990., suosnivač softver tvrtke SAP, Dietmar Hopp, ulaže znatna novčana sredstva u svoj bivši klub. Njegovo ulaganje je gotovo odmah donijelo rezultate: godine 2000. Hoffenheim završava prvi u Verbandligi te se kvalificira u Oberligu Baden-Württemberg, četvrti razred njemačkog nogometa. Još jednim prvim mjestom, klub dolazi do Regionallige Süd sezone 2001./02. U svojoj prvoj sezoni u Regionalligi završavaju na 13. mjestu, no znatno se popravljaju sljedeće sezone, kada završavaju na petom mjestu. 
U naredne dvije sezone, Hoffenheim završava na petom i sedmom mjestu, te na četvrtom sezone 2005./06. Sezone 2003./04., klub po prvi put nastupa u Njemačkom kupu u kojem stižu do četvrtfinala, u kojem ih zaustavlja član 2. Bundeslige, VfB Lübeck. Na putu do četvrtfinala izbacili su Eintracht Frankfurt, Karlsruher SC, te bundesligaša Bayer Leverkusen. 
Godine 2005. došlo je do pregovora o spajanju tri kluba: Hoffenheima, Astoria Walldorfa, i Sandhausena za stvaranje FC Heidelberga 06, no pregovori su raspušteni, zbog otpora u potonja dva kluba, i neuspjeha dogovora o lokaciji novog stadiona. 
Godine 2006., rukovodstvo kluba je dovelo nekoliko igrača s iskustvom igranja u Bundesligi, kao što su Jochen Seitz i Tomislav Marić, te bivšeg trenera bundesligaša Stuttgarta, Hannovera i Schalkea, Ralfa Rangnicka, koji je potpisao petogodišnji ugovor. Ta ulaganja isplatila su se sezone 2006./07. kada se klub kvalificira u 2. Bundesligu, nkaon što su završili sezonu na 2. mjestu Regionallige. Već iduće sezone, Hoffenheim se plasira u Bundesligu, nakon što sezonu ponovno završavaju na drugom mjestu, te je tako klub iz sela s oko 3000 stanovnika sezone 2008./09. po prvi put zaigrao u najvišoj njemačkoj nogometnoj ligi.

## Trofeji
- Liga
  - Oberliga Baden-Württemberg (IV) prvaci: 2001.
  - Verbandsliga Nordbaden (V) prvaci: 2000.

- Mlađe kategorije
  - Njemačko U-17 prvenstvo prvaci: 2008.
  - Bundesliga U-17 - jug/jugozapad prvaci: 2008.

## Nedavne sezone

### TSG Hoffenheim
| Godina      | Divizija                        | Pozicija |
| 1999./2000. | Verbandsliga Nordbaden (V)      | 1.mj ↑   |
| 2000./01.   | Oberliga Baden-Württemberg (IV) | 1.mj ↑   |
| 2001./02.   | Regionalliga Süd (III)          | 13.mj    |
| 2002./03.   | Regionalliga Süd                | 5.mj     |
| 2003-04     | Regionalliga Süd                | 5.mj     |
| 2004./05.   | Regionalliga Süd                | 7.mj     |
| 2005./06.   | Regionalliga Süd                | 4.mj     |
| 2006./07.   | Regionalliga Süd                | 2.mj ↑   |
| 2007./08.   | 2. Bundesliga (II)              | 2.mj ↑   |
| 2008./09.   | Bundesliga (I)                  | 7.mj     |
| 2009./10.   | Bundesliga (I)                  | 11.mj    |
| 2010./11.   | Bundesliga (I)                  | 11.mj    |
| 2011./12.   | Bundesliga (I)                  | 11.mj    |
| 2012./13.   | Bundesliga (I)                  | 16.mj    |

### TSG Hoffenheim II
| Godina    | Divizija                        | Pozicija |
| 2000-01   | Landesliga Nordbaden II (VI)    | 1st ↑    |
| 2001./02. | Verbandsliga Nordbaden (V)      | 2.mj     |
| 2002./03. | Verbandsliga Nordbaden          | 2.mj ↑   |
| 2003./04. | Oberliga Baden-Württemberg (IV) | 10.mj    |
| 2004./05. | Oberliga Baden-Württemberg      | 8.mj     |
| 2005./06. | Oberliga Baden-Württemberg      | 6.mj     |
| 2006./07. | Oberliga Baden-Württemberg      | 8.mj     |
| 2007./08. | Oberliga Baden-Württemberg      | 5.mj     |
| 2008./09. | Oberliga Baden-Württemberg (V)  | 2.mj     |
| 2009./10. | Oberliga Baden-Württemberg (V)  | 1.mj ↑   |
| 2010./11. | Regionalliga Süd (IV)           | 5.mj     |
| 2011./12. | Regionalliga Süd (IV)           | 7.mj     |
| 2012./13. | Regionalliga Südwest (IV)       | 9.mj     |

## Stadion
Prije negoli je klub promoviran u Bundesligu 2008., klub je igrao na stadionu Dietmar Hopp koji je izgrađen 1999., s kapacitetom od 6350 sjedala.
TSG Hoffenheim je već 2006. godine iskazivao svoje ambicije za izgradnju novog stadiona s 30,000 sjedala prikladan za ugošćivanje bundesligaških mečeva.
Stadion se sagradio u mjestu Sinsheim,a zove se Rhein-Neckar-Arena.
Svoju prvu sezonu u Bundesligi igrali su na stadionu Carl-Benz u Mannheimu.

## Zanimljivosti
- Interesantno je da suvlasnik i osnivač SAP a Dietmar Hopp najveći investitor kluba.

## Poznati igrači
- Timo Hildebrand
- Andreas Beck
- Marvin Compper
- Josip Šimunić
- Andrej Kramarić
- Andreas Ibertsberger
- Sejad Salihović
- Chinedu Obasi
- Tobias Weis
- Luiz Gustavo
- Carlos Eduardo
- Demba Ba
- Prince Tagoe
- Isaac Vorsah
- Vedad Ibišević
- Boris Vukčević
- Roberto Firmino
- Anthony Modeste
- Pirmin Schwegler
- Filip Malbašić

## Vanjske poveznice
- Službena stranica kluba